# Casa Ochs
La casa Ochs di Praga è situata nella piazza della Città Vecchia della città. Essa deve il suo nome al proprietario che l'ha abitata nel XV secolo. È caratterizzata da una statua di Sant'Antonio da Padova della fine del XVIII secolo.